# كفر منصور (كفر شكر)
كفر منصور إحدى قرى مركز كفر شكر التابع لمحافظة القليوبية بجمهورية مصر العربية.

## السكان
بلغ عدد سكان كفر منصور 5,000 نسمة، حسب الإحصاء الرسمي لعام 2006.